# Ochrosia acuminata
Ochrosia acuminata är en oleanderväxtart som beskrevs av Henry Trimen och Theodoric Valeton. Ochrosia acuminata ingår i släktet Ochrosia och familjen oleanderväxter. Inga underarter finns listade i Catalogue of Life.